# Каролина фон Бранденбург-Ансбах
Вилхелмина Шарлота Каролина фон Бранденбург-Ансбах (на немски: Wilhelmina Charlotte Caroline von Brandenburg-Ansbach; * 1 март/11 март 1683, Ансбах; † 20 ноември/1 декември 1737, Лондон) от фамилията Хоенцолерн, е принцеса от франкското Княжество Бранденбург-Ансбах и чрез женитба с Джордж II кралица на Великобритания и Ирландия и курфюрстиня на Хановер (1727 – 1737).

## Произход и детство
Дъщеря е на маркграф Йохан Фридрих фон Бранденбург-Ансбах (1654 – 1686) и втората му съпруга Елеонора (1662 – 1696), дъщеря на херцог Йохан Георг I фон Саксония-Айзенах и графиня Йоханета фон Сайн-Витгенщайн. През 1692 г. нейната майка се омъжва втори път за саксонския курфюрст Йохан Георг IV, който умира след две години от едра шарка.
На 13-годишна възраст, след смъртта на майка ѝ през 1696 г., Вилхелмина е дадена на по-късната курфюрстиня на Бранденбург София Шарлота фон Хановер (1668 – 1705).

## Брак с Джордж II
Вилхелмина Каролина се омъжва на (22 август) 2 септември 1705 г. в Херенхаузен за Георг Август фон Хановер (1683 – 1760), син на курфюрста на Хановер Джордж I, който става 1714 г. крал на Великобритания и Ирландия.
Със смъртта на нейния свекър нейният съпруг става през 1727 г. като Джордж II крал на Великобритания. Короноването им е на 11 октомври/ 22 октомври 1727 г. в Уестминстърското абатство. Каролина има голямо влияние в управлението. По време на отсъствието на нейния съпруг (1729, 1732, 1735 и 1736 – 37) тя управлява заедно с премиер-министъра Робърт Уолпоул. Тя помага на Волтер и на Георг Фридрих Хендел.
Въпреки метресите на нейния съпруг, той има добро отношение към Каролина. Каролина е погребана в Уестминстърското абатство, Хендел пише рекивием по нареждане на Джордж II.

- Каролина като британска кралица,
 1727
- Крал Джордж II
 от Великобритания и Ирландия

## Деца
Каролина и Джордж II имат децата:
- Фридрих Лудвиг (1707 – 1751), принц на Уелс, ∞ 1736 г. за Августа фон Саксония-Гота-Алтенбург (1719 – 1772)
- Анна (1709 – 1759), ∞ 1734 Вилхелм фон Насау-Диц
- Амелия София (1711 – 1768)
- Каролина Елизабет (1713 – 1757), неомъжена
- Георг Вилхелм (1717 – 1718)
- Вилхелм Август (1721 – 1765), херцог на Къмбърланд, неженен
- Мария (1723 – 1772), ∞ 1740 Фридрих II фон Хесен-Касел
- Луиза (1724 – 1751), ∞ 1743 Фредерик V, крал на Дания и Норвегия